# Euthalia strephon
Euthalia strephon är en fjärilsart som beskrevs av Smith 1893. Euthalia strephon ingår i släktet Euthalia och familjen praktfjärilar. Inga underarter finns listade i Catalogue of Life.